# Zoo Keeper
Zoo Keeper est un  jeu vidéo de type puzzle initié sous la forme d'un jeu par navigateur en 2002. Il est ensuite porté sur téléphone mobile puis sur consoles. Il sort sur Game Boy Advance sous le titre Zooo puis sur Nintendo DS sous son titre habituel et sur PlayStation 2 sous le titre Zoo Puzzle. En 2004, il sort également une version arcade. Il est enfin adapté sur iOS et Android sous le titre Zookeeper DX Touch Edition et est porté sur Nintendo 3DS sous le titre Zoo Keeper 3D.
Le concept du jeu est basé sur le Jeu de puzzle et plus précisément sur le sous-genre des match 3. Zoo Keeper propose plusieurs modes de jeux basés sur le scoring ou le chrono et certaines versions proposent un mode multijoueur.
Le jeu a reçu globalement un bon accueil critique et a donné lieu à une suite, Zookeeper Battle!. Précurseur de la vague des casual games, les jeux de la série Zoo Keeper ont fait l'objet de plus de 40 millions de téléchargement. La version DS, distribuée internationalement s'est quant à elle vendu à environ 170 000 exemplaires.

## Système de jeu

### Un match 3
Zoo Keeper est un jeu de puzzle appartenant au sous-genre des « match 3 ».
Dans un univers graphique stylisé, sur une grille de 64 cases (8 x 8), le joueur a affaire à un gameplay de match 3 assez classique : il doit aligner trois figures d'animaux pour les capturer, c'est-à-dire les faire disparaître,,. Pour ce faire, le joueur peut intervertir les positions de deux figures horizontalement ou verticalement,. Une fois alignées, les trois figures (ou plus) disparaissent et laissent la place à de nouvelles figures qui tombent du haut de l'écran. En tombant, les figures peuvent s'aligner d'elles-mêmes et créer des réactions en chaîne. En faisant disparaître les figures, le joueur gagne des points et le chronomètre du niveau se remplit. Sur le chronomètre est vide, c'est le game over.
Un système d'indices représenté par un consommable en forme de jumelles permet au joueur de se débloquer en indiquant une combinaison possible,.

### Modes de jeu
Sur Game Boy Advance, le jeu intègre un mode principal et quatre variantes. Dans le mode Chrono, le joueur doit faire le meilleur score possible en six minutes. Dans les modes La Totale et La Totale Express, il faut attraper un maximum d'animaux. Dans le mode Quête, le joueur doit, sur dix niveaux, capturer des figures en particulier,.
Sur Nintendo DS, le jeu intègre cinq modes. On retrouve le mode standard ainsi que les modes Chrono et Quête. Dans le mode Tokoton, le joueur attraper 100 animaux pour passer au niveau suivant. Cette version ajoute également un mode multijoueur compétitif à deux joueurs jouable à partir d'une seule cartouche.
La version PlayStation 2 intègre six modes de jeux. En plus du mode standard, il y a le mode Time Attack (dans lequel il faut faire le meilleur score possible en cinq minutes), le mode Score Attack (dans lequel il faut atteindre 100 000 points), le mode Tokoton (Whole Hog) et le mode Quête (Quest) précédemment décrits et un mode multijoueur coopératif.
La version iOS et Android n'intègre que deux modes : le mode standard et le mode Tokoton.

## Développement
Zoo Keeper naît sous la forme d'un jeu par navigateur en 2002. Distribué sur le site shockwave.jp, il rencontre beaucoup de succès.
Le jeu est ensuite porté sur J2ME (téléphones mobiles), sur Game Boy Advance (dans la gamme Minna no Soft Series au Japon), sur Nintendo DS, sur PlayStation 2 (dans la gamme budget SuperLite 2000 au Japon), sur borne d'arcade, sur iOS, sur Android et enfin, sur Nintendo 3DS.

## Accueil

### Critique
Zoo Keeper reçoit un accueil globalement favorable de la presse spécialisée.
La majorité des critiques estiment que le concept du jeu est simple et addictif,,. Le jeu est souvent comparé à Bejeweled par la presse américaine,. Phil Theobald de GameSpy estime qu'il s'agit du premier vrai bon jeu de puzzle de la DS après Mr. Driller: Drill Spirits. Le magazine Nintendo Power estime cependant qu'il est trop basique et ne pourra intéresser qu'un jeune public. Craig Harris d'IGN trouve pour sa part la grille standard trop difficile. La version DS est louée pour son utilisation efficace du stylet,. Le mode multijoueur compétitif de la version DS est pointé comme l'une des forces du jeu, même si Craig Harris d'IGN indique que le jeu est surtout pensé pour le solo. superpanda de Jeuxvideo.com regrette que le mode multijoueur de la version PS2 soit uniquement coopératif.
Certains critiques comme Dinowan de Jeuxvideo.com trouvent dommage le faible nombre de modes de jeu. Ce dernier pointe néanmoins une amélioration du gameplay par rapport à la version initiale sur navigateur tant au niveau de la vitesse de jeu que des graphismes. Le style graphique est qualifié par la plupart des critiques d'original,. Pour Jeff Gerstmann de GameSpot, l'habillage sonore contribue à l’atmosphère légère du jeu. Quant à lui, Dinowan de Jeuxvideo.com estime que la musique est entêtante mais peut aussi être agaçante à la longue. Craig Harris d'IGN signale que la localisation anglaise de la version DS américaine est de mauvaise qualité.
La version iOS, sortie plus tardivement, reçoit également un très bon accueil critique et est élue jeu de la semaine par le site Eurogamer.
Le jeu est cité dans l'ouvrage Les 1001 jeux vidéo auxquels il faut avoir joué dans sa vie.

### Ventes
Selon le site VG Chartz qui propose des estimations de vente de jeux, la version DS s'est vendue à 170 000 exemplaires (dont 100 000 en Amérique du Nord et 50 000 au Japon).

## Postérité
Zoo Keeper est l'un des premiers représentants du genre match 3 dans sa représentation moderne et est l'un des titres précurseurs de la vague des casual games.
Le jeu connaît une suite en 2012, Zookeeper Battle! qui est téléchargée plus de 9,5 millions de fois.
Au total, les jeux de la série ont fait l'objet de plus de 40 millions de téléchargements.